# 下洋站
下洋站（福州話：/a˥˥ yoŋ˥˧/）位于中华人民共和国福建省福州市仓山区规划纵三路和横四路交叉口，是福州地铁1号线与6号线的地铁换乘站，车站1号线部分于2020年12月27日启用，6号线部分于2022年8月28日启用。

## 车站结构
下洋站设有两层：地下一层为1号线、6号线共用站厅；地下二层分别为1号线与6号线站台，两线站体平行。
| 地下一层 | 共用站厅                             |  | 票务服务、自动售票机     |
| 地下二层 | 1                                    |  | 1号线 往象峰（梁厝）     |
| 地下二层 | 岛式站台，列车运行方向左侧的车门开启 |  |                          |
| 地下二层 | 2                                    |  | 1号线 往三江口（三江口） |
| 地下二层 | 3                                    |  | 6号线 往潘墩（梁厝）     |
| 地下二层 | 岛式站台，列车运行方向左侧的车门开启 |  |                          |
| 地下二层 | 4                                    |  | 6号线 往万寿（营前）     |

### 站台
本站1号线与6号线站台皆为地下二层岛式站台，两线站台平行设置。本站6号线站台南端设有卫生间。

### 换乘
本站1号线与6号线实施站厅平行换乘。

### 出入口与周边
下洋站目前开放4个出入口，其中无障碍电梯位于D与E出入口，卫生间位于A出入口。B出入口通往商业区通道。
| 下洋站出入口信息            | 下洋站出入口信息 | 下洋站出入口信息 | 下洋站出入口信息 | 下洋站出入口信息 |
| --------------------------- | ---------------- | ---------------- | ---------------- | ---------------- |
|                             |                  |                  |                  |                  |
|                             |                  |                  |                  |                  |
| 编号                        | 设施             | 位置             | 接驳交通         | 照片             |
| 出口 · A                    |                  | 车站东北口       | 地铁下洋站       |                  |
| 出口 · B                    |                  | 车站西北口       | 地铁下洋站       |                  |
| 出口 · D                    |                  | 车站西南口       |                  |                  |
| 出口 · E                    |                  | 车站东南口       |                  |                  |
| 注： 设有电梯 \| 设有卫生间 |                  |                  |                  |                  |

## 历史
- 2014年3月20日，省发改委批复了福州地铁1号线（二期）的初步设计，其中由梁厝站继续向南，与福州地铁6号线立体交叉并设二期终点站下洋站。[5]
- 2015年12月10日，为配合福州新区开发，决定在下洋站后延伸一站至三江口站，下洋站更改为中间站。[6]
- 2016年8月，由于当地征地进度受阻，车站迟迟未开工。[7]
- 2016年9月20日，下洋站用地完成报批。[8]
- 2016年12月29日，下洋站开工。[9]
- 2020年12月27日， 下洋站1号线部分启用。[2][3]
- 2022年8月26日，下洋站6号线部分首次对外开放试乘[10]。
- 2022年8月28日，下洋站6号线部分启用[11]。